# Sármezey Endre
Szombatsági Sármezey Endre (Mezőkovácsháza, 1859. április 21. – Békéscsaba, 1939. augusztus 15.) vasúti mérnök, a gazdasági kisvasutak létesítésének gondolata tette híressé.

## Pályafutása
Sármezey Antal és rétháti Kövér Anna fiaként született földbirtokos családban. Középiskoláit Békéscsabán, majd Szegeden végezte. Oklevelét a zürichi műegyetemen szerezte 1882-ben, ezt követően egy darabig a MÁV munkatársa volt. Később az Arad és Csanádi Egyesült Vasutaknál (ACSEV) dolgozott, itt előbb üzemmérnök, építésvezető, később kinevezték a vállalat igazgatójává, végül vezérigazgató-helyettes lett. Jelentős gondolata volt a gazdasági kisvasutak létesítése. Munkásságának köszönhetően épült meg 1898-ban az Alföldi Első Gazdasági Vasút, de ő vezette be a motoros vasúti közlekedést Magyarországon. Eleinte gőzmotorkocsikkal kísérletezett, 1904-ben pedig áttért a benzinelektromos motorkocsik alkalmazására, ez elődje volt a Diesel-elektromos vasúti vontatásnak. Vasútvonalak tervezésével és építésével is foglalkozott (mezőhegyes – kétegyházi vonal, stb.), és fontos szerepet játszott a vasbetonépítkező meghonosításában. 1912-ben a vasúti szolgálattól búcsút vett és megnyitotta magánmérnöki irodáját. Az Országos Középítési Tanács tagja volt. 1922-ben főtanácsossá nevezték ki, majd 1927 januárjában a budapesti mérnöki kamara választása folytán a felsőház póttagja lett.

## Művei
- Egynéhány szó a nagyszentmiklós-makó-hódmezővásárhelyi helyi érdekű vasut szervezetéhez. Makó, 1901
- Mótoros kocsik vasuti üzemben. Budapest, 1904. (Különnyomat a Magyar Mérnök- és Építészegylet Közlönyéből.)
- Motorkocsik jelentősége vasúti üzemben. Budapest, 1907
- Motorüzem a vasutakon. Budapest, 1909
- Vicinális vasutaink fejlesztése
- Dieselmotorok alkalmazása vasúti üzemekben. Budapest, 1918
- Agrárreform és a kisvasutak. (A Magyar Mérnök és Építész Egylet közlönye, 53. évf. 1-52. sz. / 1919)

## Emlékezete
- A rendszerváltás után róla nevezték el Mezőkovácsháza egyik utcáját, mely a korábbi évtizedekben Vlagyimir Iljics Lenin nevét viselte.